# ジョン・ウォーカー (陸上選手)
ジョン・ジョージ・ウォーカー （John George Walker、1952年8月30日-）は、ニュージーランドの元陸上競技選手。
ウォーカーは、1976年モントリオールオリンピック男子1500 mで金メダルを獲得した選手である。しかし、これには、母国であるニュージーランドのラグビーの代表チームであるオールブラックスが、アパルトヘイトのため国際大会から追放されている南アフリカと試合をおこなったことに対し、アフリカの22カ国がボイコットしたことが影に付きまとっている。
ウォーカーは1974年のコモンウェルスゲームズの1500mで、優勝したタンザニアのフィルバート・バイとともに世界記録を更新し銀メダルを獲得。世界的な名声を得る。
1975年8月に1マイルで3分49秒4の世界新記録を樹立し、史上初めて3分50秒の壁を破る。ロジャー・バニスターが4分の壁を破ってから21年目のことであった。この記録は1979年にセバスチャン・コーに破られる。
1984年ロサンゼルスオリンピックでは、開会式においてニュージーランド選手団の旗手を務めた。
また、ウォーカーは1976年6月に2000mでも4分51秒4の世界新記録を樹立。この記録は1985年にスティーブ・クラムによって更新されるまで9年間も破られなかった。

## 主な実績
| 年   | 大会                   | 場所                                   | 種目  | 結果 | 記録    |
| ---- | ---------------------- | -------------------------------------- | ----- | ---- | ------- |
| 1974 | コモンウェルスゲームズ | クライストチャーチ（ニュージーランド） | 800m  | 銅   | 1:44.92 |
| 1974 | コモンウェルスゲームズ | クライストチャーチ（ニュージーランド） | 1500m | 銀   | 3:32.52 |
| 1976 | オリンピック           | モントリオール（カナダ）               | 1500m | 金   | 3:39.17 |
| 1982 | コモンウェルスゲームズ | ブリズベン（オーストラリア）           | 1500m | 銀   | 3:43.11 |